# O Sutra de Vajrasamadhi
O Sutra de Vajrasamadhi é o título sânscrito reconstruído de um sutra budista atribuído ao Buda Shakyamuni, mas produzido na Coréia sob o nome Kumgang sammae kyong (em chinês: 金剛三昧經; pinyin: Jīngāng sānmèi jīng; Japonês: Kongō sanmaikyō) ou o Sutra de Absorção Adamantina . Embora se acreditasse originalmente que fosse uma tradução de origem chinesa de um texto sânscrito, os estudiosos descobriram recentemente que foi produzido na Coréia por volta de 685 d.C. e que pode estar relacionado ao surgimento de Seon na Coréia.

## História
De acordo com Buswell, acredita-se que o Vajrasamadhi-sutra seja uma escritura apócrifa escrita por um monge coreano por volta de 685 EC. Relatos hagiográficos afirmam uma origem sobrenatural para o texto: quando um rei Silla enviou um emissário à China para encontrar remédios para sua rainha doente, o grupo foi levado ao fundo do mar por um rei dragão que confiou o texto a eles, dizendo o texto deve ser arranjado pelo monge desconhecido Taean e comentado por Wonhyo. Na realidade, o texto provavelmente estava relacionado com o surgimento de Seon na Coréia, e se este for o caso, seria apenas o segundo texto coreano conhecido nesta tradição. Wonhyo escreveu um comentário sobre o texto logo após sua produção, chamado "Kumgang sammaegyong non", no qual ele especula que pode ter sido a inspiração para o sutra "Despertar da Fé no Mahayana", que foi de fato escrito mais de cem anos antes. O texto inclui citações de Bodhidharma, que viveu durante o século VI d.C., e referências aos Ensinamentos da Montanha Oriental de Daoxin e Hongren, que viveram no século VII. O objetivo do texto parece ser a síntese do Budismo Chan recentemente introduzido com o Budismo Huayan já estabelecido.

## Conteúdo
O Sutra de Absorção Adamantina apresenta-se como uma fusão de todas as ideias Maaiana preexistentes com os preceitos Vinaya que trabalham juntos para dar um sistema completo da meditação budista . O objetivo dele parece ser a síntese do Budismo Chan, que acabava de ser introduzido na Coréia, com o Budismo Huayan já estabelecido. O texto inclui citações de Bodhidharma e referências aos Ensinamentos da Montanha Oriental de Daoxin e Hongren. O autor pode ter tentado fundir essas tradições diferentes do Budismo Chan. O texto também inclui elementos da filosofia do sutra "Despertar da Fé no Mahayana", especificamente a noção de uma mente que tem um aspecto de verdadeira assim por um lado e surgindo/cessando por outro.